# Steven Waddington
Steven Waddington (Leeds, 28 novembre 1968) è un attore britannico.
È noto al grande pubblico per il ruolo del Maggiore Duncan Heyward nel film L'ultimo dei Mohicani (1992), diretto da Michael Mann.

## Filmografia parziale

### Cinema
- Edoardo II (Edward II), regia di Derek Jarman (1991)
- L'ultimo dei Mohicani (The Last of the Mohicans), regia di Michael Mann (1992)
- 1492 - La conquista del paradiso (1492: Conquest of Paradise), regia di Ridley Scott (1992)
- Prince of Jutland, regia di Gabriel Axel (1994)
- Carrington, regia di Christopher Hampton (1995)
- Breakdown - La trappola (Breakdown), regia di Jonathan Mostow (1997)
- Tarzan - Il mistero della città perduta (Tarzan and the Lost City), regia di Carl Schenkel (1998)
- Il mistero di Sleepy Hollow (Sleepy Hollow), regia di Tim Burton (1999)
- The Unscarred, regia di Buddy Giovinazzo (2000)
- The Hole, regia di Nick Hamm (2001)
- Un'insolita missione (The Parole Officer), regia di John Duigan (2001)
- Boudicca, regia di Bill Anderson (2003)
- Breakfast on Pluto, regia di Neil Jordan (2005)
- Arn - L'ultimo cavaliere (Arn - Tempelriddaren), regia di Peter Flinth (2007)
- Largo Winch, regia di Jérôme Salle (2008)
- When the Lights Went Out, regia di Pat Holden (2012)
- The Sweeney, regia di Nick Love (2012)
- Le regole del caos (A Little Chaos), regia di Alan Rickman (2014)
- The Imitation Game, regia di Morten Tyldum (2014)
- Kursk, regia di Thomas Vinterberg (2018)
- Uncharted, regia di Ruben Fleischer (2022)

### Televisione
- I Tudors – serie TV (2007) - serie TV, 2 episodi
- Halo - Nightfall – serie TV (2014)
- Barbarians - Roma sotto attacco (Barbarians Rising) – miniserie TV, 1 episodio (2016)
- I Medici (Medici: Masters of Florence) – serie TV, ep. 1x01 (2016)
- The Long Shadow - miniserie TV (2023)

## Doppiatori italiani
Nelle versioni in italiano delle opere in cui ha recitato, Steven Waddington è stato doppiato da:
- Angelo Maggi in L'ultimo dei Mohicani, Le regole del caos
- Massimo Rossi in 1492 - La conquista del paradiso
- Gianluca Tusco in Il mistero di Sleepy Hollow
- Edoardo Nordio in Breakfast on Pluto
- Stefano Valli in The Sweeney
- Pasquale Anselmo in The Imitation Game
- Roberto Pedicini in Medici: Masters of Florence
- Stefano Alessandroni in Kursk